# Williams Lake (Columbia Británica)
Williams Lake es una ciudad en el interior central de la Columbia Británica, Canadá. Ubicado en la parte central de una región conocida como el Cariboo, es el centro urbano más grande entre Kamloops y Prince George, con una población de 10,832 habitantes en los límites de la ciudad.
Williams Lake es sede de la anual Williams Lake Stampede, que tiene lugar durante el fin de semana largo del Día de Canadá. Es la ciudad natal de Rick Hansen, el atleta parapléjico canadiense y activista de personas con lesiones de la médula espinal, que se hizo famoso durante su gira mundial de recaudación de fondos Man in Motion.

## Historia
Williams Lake lleva su nombre en honor del jefe de Secwepemc, William, cuyo consejo impidió que el Shuswap se uniera a los Tsilhqot'in en su levantamiento contra la población de colonos.
La historia de Williams Lake (llamada T'exelc por las comunidades locales de las Primeras Naciones de la región) comienza tanto como hace 4000 años. La historia de Williams Lake escrita por los que vienen a la región desde afuera comienza en 1860 durante la Fiebre del Oro de Cariboo, cuando el comisionado de oro Philip Henry Nind y William Pinchbeck, un agente de la Policía Provincial de la Columbia Británica, llegaron de Victoria para organizar un gobierno local y Mantener la ley y el orden.
En ese momento, dos senderos conducían a los campos de oro, uno desde Douglas Road y el otro a través del Fraser Canyon. Se reunieron en Williams Lake, lo que la convirtió en una buena opción para los colonos y comerciantes. Para 1861, el Comisionado Nind había construido una casa de gobierno y había solicitado los fondos para construir una cárcel. Con el centro del gobierno local en Williams Lake, todos los mineros y hombres de negocios tuvieron que viajar allí para realizar sus negocios y pronto la ciudad tenía una oficina de correos, un juzgado, una casa de carretera y la cárcel que Nind había solicitado. Mientras tanto, William Pinchbeck no había estado inactivo y había construido su propia casa rodante, salón y tienda. Finalmente él sería el dueño de la mayor parte del valle.
En 1863, la ciudad se entusiasmó con la noticia de la construcción de Cariboo Road, creyendo que pasaría por su importante centro comercial ya establecido. Sin embargo, el constructor de carreteras Gustavus Blin Wright desvió la ruta original para que no pasara por el lago Williams y pasara por 150 Mile House en su lugar.
El by-pass de Williams Lake condenó a la ciudad y surgieron acusaciones de que Gustavus Blin Wright había cambiado la ruta para su propio beneficio personal, ya que era dueño de una casa de carretera en Deep Creek a lo largo de la nueva ruta. Independientemente de los motivos de Wright, Williams Lake fue olvidado y no volvería a nacer hasta más de medio siglo después, en 1919, con la construcción del Pacific Great Eastern Railway, más tarde BC Rail y ahora CN Rail.
En julio de 2017, la provincia de Columbia Británica declaró el estado de emergencia con más de 200 incendios, principalmente en la región central de la provincia. Los residentes de Williams Lake, junto con otras comunidades en el centro de la Columbia Británica, como Ashcroft y 100 Mile House, recibieron órdenes de evacuación y la mayoría de los afectados fueron a Prince George o Kamloops.